# ニコラ・ペコビッチ
ニコラ・ペコビッチ（セルビア語表記:Никола Пековић / Nikola Peković、英語表記:Nikola Pekovic、1986年1月3日 - ）は、モンテネグロの元プロバスケットボール選手。NBAのミネソタ・ティンバーウルブズなどに所属していた。ユーゴスラビアモンテネグロビイェロ・ポリェ出身。ポジションはセンター。